# La Crypte
Pour plus de détails, voir Fiche technique et Distribution.
La Crypte ou La Caverne au Québec (The Cave, littéralement « La Grotte ») est un film d'horreur germano-américain réalisé par Bruce Hunt, sorti en 2005.

## Synopsis
Dans la forêt roumaine, une équipe de scientifiques explorant les ruines d'une abbaye datant du XIIIe siècle fait la découverte d'un système de cavernes souterraines d'une étendue gigantesque.
Les biologistes pensent que cette caverne pourrait être « la maison » d'un écosystème inconnu. Ils font venir un groupe de plongeurs américains pour les aider à explorer ces profondeurs : Jack (Cole Hauser) et son frère Tyler (Eddie Cibrian), explorateurs professionnels à la recherche de frissons qui dirigent l'une des meilleures équipes dans le monde.
Ils arrivent en Roumanie avec leur équipement dernier cri comprenant un nouveau type de réservoir de scaphandre permettant de rester en plongée jusqu'à vingt-quatre heures. Le groupe commence immédiatement son exploration. Mais ce qu'ils trouvent à l'intérieur n'est pas simplement un nouveau milieu souterrain mais aussi une chaîne alimentaire inconnue comportant une espèce très dangereuse à son sommet.

## Fiche technique
Sauf indication contraire, les informations mentionnées dans cette section peuvent être confirmées par la base de données cinématographiques IMDb,  présente dans la section « Liens externes ».
- Titre original : The Cave
- Titre français : La Crypte
- Titre québécois : La Caverne
- Réalisation : Bruce Hunt
- Scénario : Michael Steinberg et Tegan West
- Musique : Reinhold Heil et Johnny Klimek
- Décoration artistique : Cristian Corvin, Enrico Fiorentini et Vlad Vieru
- Décors : Pier Luigi Basile
- Costumes : Wendy Partridge
- Photographie : Ross Emery
- Montage : Brian Berdan
- Production : Gary Lucchesi, Andrew Mason, Michael Ohoven, Tom Rosenberg et Richard S. Wright

Production déléguée : Neil Bluhm, Judd Malkin et Marco Mehlitz
Coproduction : Robert Bernacchi et James McQuaide
- Sociétés de production : Lakeshore Entertainment ; Screen Gems et Cinerenta Medienbeteiligungs KG
- Sociétés de distribution : Screen Gems, Gaumont Columbia Tristar Films, Sony Pictures Releasing Canada et Sony Pictures Home Entertainment Canada
- Pays d'origine :  États-Unis /  Allemagne
- Langues originales : anglais, roumain
- Format : couleur - 2,35:1 - DTS / Dolby Digital / SDDS - 35 mm
- Genre : horreur et science-fiction
- Durée : 97 minutes
- Dates de sortie :
  - Québec : 26 août 2005
  - Belgique : 7 décembre 2005
  - France : 11 janvier 2006
- Film interdit aux moins de 12 ans lors de sa sortie en France

## Distribution
- Cole Hauser (V. F. : Boris Rehlinger) : Jack McAllister
- Morris Chestnut (V. F. : Lucien Jean-Baptiste) : Top Buchanan
- Eddie Cibrian : Tyler McAllister
- Lena Headey : Dr Kathryn Jennings
- Rick Ravanello : Briggs
- Daniel Dae Kim : Alex Kim
- Piper Perabo (V. F. : Marie Giraudon) : Charlie
- Marcel Iures : Dr Nicolai
- Kieran Darcy-Smith : Strode
- Vlad Radescu : Dr Bacovia
- Simon Kunz : Mike, un spéléologue
- David Kennedy : Ian, un spéléologue
- Alin Panc : Razvan, un spéléologue
- Zoltan Butuc : Corvin, un spéléologue
- Brian Steele (en) : la créature

## Autour du film
(décembre 2020).
- L'histoire du film est librement inspirée d'un fait scientifique authentique : la découverte d'une grotte étonnante par le spéléologue roumain Cristian Lascu, en Roumanie en 1986. C'est la grotte de Movile. Elle est restée isolée du monde extérieur pendant près de 5 000 000 d’années et a conservé une faune et une flore propres dont la plupart des représentants sont inconnus sur Terre. Cette faune et cette flore vivent dans une atmosphère parfaitement délétère composée essentiellement de soufre. Cristian Lascu était engagé comme consultant sur le tournage du film.
- La Crypte est le premier long métrage de Bruce Hunt, qui s'était auparavant illustré en tant que réalisateur de spots publicitaires et d'assistant sur le tournage de la trilogie Matrix.
- Gary Lucchesi, coproducteur du film, déclare que[Quand ?] : « le scénario m'a fait penser à Alien, le huitième passager ! Je l'ai trouvé sophistiqué, terrifiant, mais aussi remarquablement crédible ».
- Le tournage a lieu dans les grottes de la péninsule du Yucatán au Mexique, ainsi qu'en Roumanie (Bucarest, Zărnești et en Transylvanie).
- La chanson Nemo est composée par Tuomas Holopainen et interprétée par Nightwish.
- Les vues 3D et plans informatiques que l'on voit dans le film sont inspirés de logiciels réels de cartographie spéléologique.